# Rhodophthitus
Rhodophthitus là một chi bướm đêm thuộc họ Geometridae.